# HER2/neu
人类表皮生长因子受体2（英語：human epidermal growth factor receptor 2，缩写为HER2，亦称为Neu、ErbB-2、CD340（分化群340）或p185）是一种由ERBB2基因编码的蛋白质，化学式为：C6550H10251O2220N1711S80。HER2是表皮生长因子受体（EGFR/ErbB）家族的成员。

## 功能
HER2是结合在细胞膜表面的受体酪氨酸激酶，参与导致细胞生长和分化的訊息傳遞途径，由原癌基因HER2/neu编码。一般认为HER2是一个孤受体，表皮生长因子家族的配体都不能激活它。但配体结合ErbB受体时可形成二聚体，且HER2可与ErbB家族的其他成员结合成异二聚体。HER2基因是原癌基因，位于人类17号染色体长臂（17q21-q22）。

## 與癌症的關係
HER-2基因是影響乳癌預後的一個重要因素，大約有25%-30%左右的乳癌患者，受到體內癌細胞HER-2基因過量表現的影響，他們的癌細胞不僅繁殖能力強，對部份化學治療藥物也容易有抗藥性，造成病患即使接受手術治療，癌細胞仍然有較高復發及轉移的機率，無法長期存活。
乳癌病患可分為Her-2/neu陽性或Her-2/neu陰性兩種截然不同的預後之乳癌。乳癌患者的腫瘤，若HER-2蛋白質出現過量表現，這類的腫瘤生長速度較快且生物行為較為惡性，使得手術後復發率高於其他類型的乳癌。

表皮生長因子受體(EGFR)信號傳導級聯

## 針对HER2的葯物
羅氏藥廠開發的賀癌平（Herceptin）即是以HER2為标靶的葯物，對晚期转移性的乳腺癌頗具效用。
1. 重组型人源化单克隆抗体 Trastuzumab (Herceptin®), 是IgG1 monoclonal antibody，可透過結合到乳癌細胞膜上的HER2 receptor的Domain4去抑制下游的hetero- and homodimerization和信號傳遞。；
2. 完全人源化单克隆抗体 Pertuzumab (Perjeta®)，和Trastuzumab藥理作用位點相似，但Pertuzumab 是結合在HER2的Domain2，去抑制下游路徑，而且因為Domain2是屬於extracellular receptor dimerization，因此可防止其他的HER family members和HER2進行dimerization，從而抑制了ligand-induced signaling，抑制了細胞生長而進行細胞凋亡，其中HER2/HER3被认为是下游通路激活的最强二聚体；
3. 单抗结合型药物 Ado-Trastuzumab emtansine (Kadcyla®)，為新藥，是一種Antibody和Drug的conjugate（ADC）。Trastuzumab上述已介紹過他的作用位點，而新藥T-DM1則是將Trastuzumab和maytansine 1用thioether鍵結起來，DM1即derivative of maytansine 1，是一種合成Microtubule 過程中dimerization的抑制劑，將Trastuzumab和cytotoxic agent DM1結合，除了有Trastuzumab本身能夠與HER2 receptor Domain4結合，進而停止了癌細胞的生長，DM1透過receptor-mediated進入細胞內作用，並在lysosome內代謝，釋放出含DM1的代謝產物，此物質可結合在Microtubule上，導致有絲分裂終止和細胞死亡。[11]
4. Neratinib，為口服製劑，irreversible inhibitor，抑制HER2 and EGFR protein tyrosine kinase(TK)。[12]
5. 酪氨酸激酶抑制剂 Lapatinib Ditosylate (Tykerb®)，口服製劑，和Neratinib相似，一樣是EGFR and HER2 tyrosine kinase的抑制劑。[12]
6. mTOR 抑制剂 Everolimus (Afinitor®)

## 深入阅读
- Ross JS, Fletcher JA, Linette GP;  et al. . Oncologist. 2003, 8 (4): 307–25. PMID 12897328. doi:10.1634/theoncologist.8-4-307.
- Zhou BP, Hung MC. . Semin. Oncol. 2003, 30 (5 Suppl 16): 38–48. PMID 14613025. doi:10.1053/j.seminoncol.2003.08.006.
- Ménard S, Casalini P, Campiglio M;  et al. . Cell. Mol. Life Sci. 2005, 61 (23): 2965–78. PMID 15583858. doi:10.1007/s00018-004-4277-7.
- Becker JC, Muller-Tidow C, Serve H;  et al. . World J. Gastroenterol. 2006, 12 (21): 3297–305. PMID 16733844.
- Laudadio J, Quigley DI, Tubbs R, Wolff DJ. . Expert Rev. Mol. Diagn. 2007, 7 (1): 53–64. PMID 17187484. doi:10.1586/14737159.7.1.53.
- Bianchi F, Tagliabue E, Ménard S, Campiglio M. . Cell Cycle. 2007, 6 (6): 643–6. PMID 17374991. doi:10.4161/cc.6.6.4033.
- Del Bimbo A.,  Meoni M.,   Pala P. . Imaging Systems and Techniques (IST), 2010 IEEE International Conference on. 2010: 407–10. ISBN 978-1-4244-6492-0. doi:10.1109/IST.2010.5548461.